# 弗羅溫威爾斯 (亞利桑那州)
弗羅溫威爾斯（英語：Flowing Wells）是位於美國亞利桑那州皮馬縣的一個人口普查指定地區。根據2010年美國人口普查，該地共人口500人，而該地的面積約為9.97平方千米。

## 地理
弗羅溫威爾斯的座標為32°17′29″N 111°00′32″W / 32.29139°N 111.00889°W，而該地最高點為海拔高度692米（即2270英尺）。